# Nepenthes izumiae
Nepenthes izumiae är en tvåhjärtbladig växtart som beskrevs av Troy Davis, C. Clarke och Tamin. Nepenthes izumiae ingår i släktet Nepenthes och familjen Nepenthaceae. Inga underarter finns listade i Catalogue of Life.

## Bildgalleri

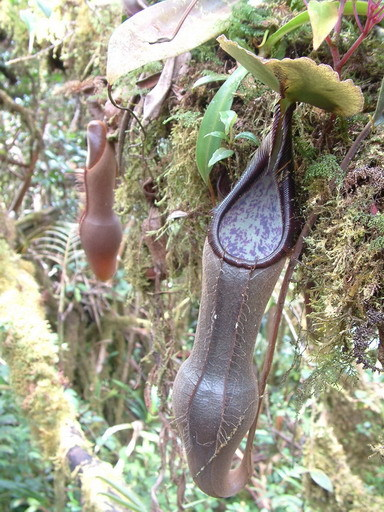
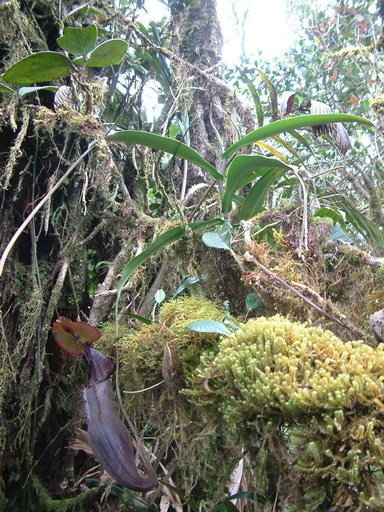
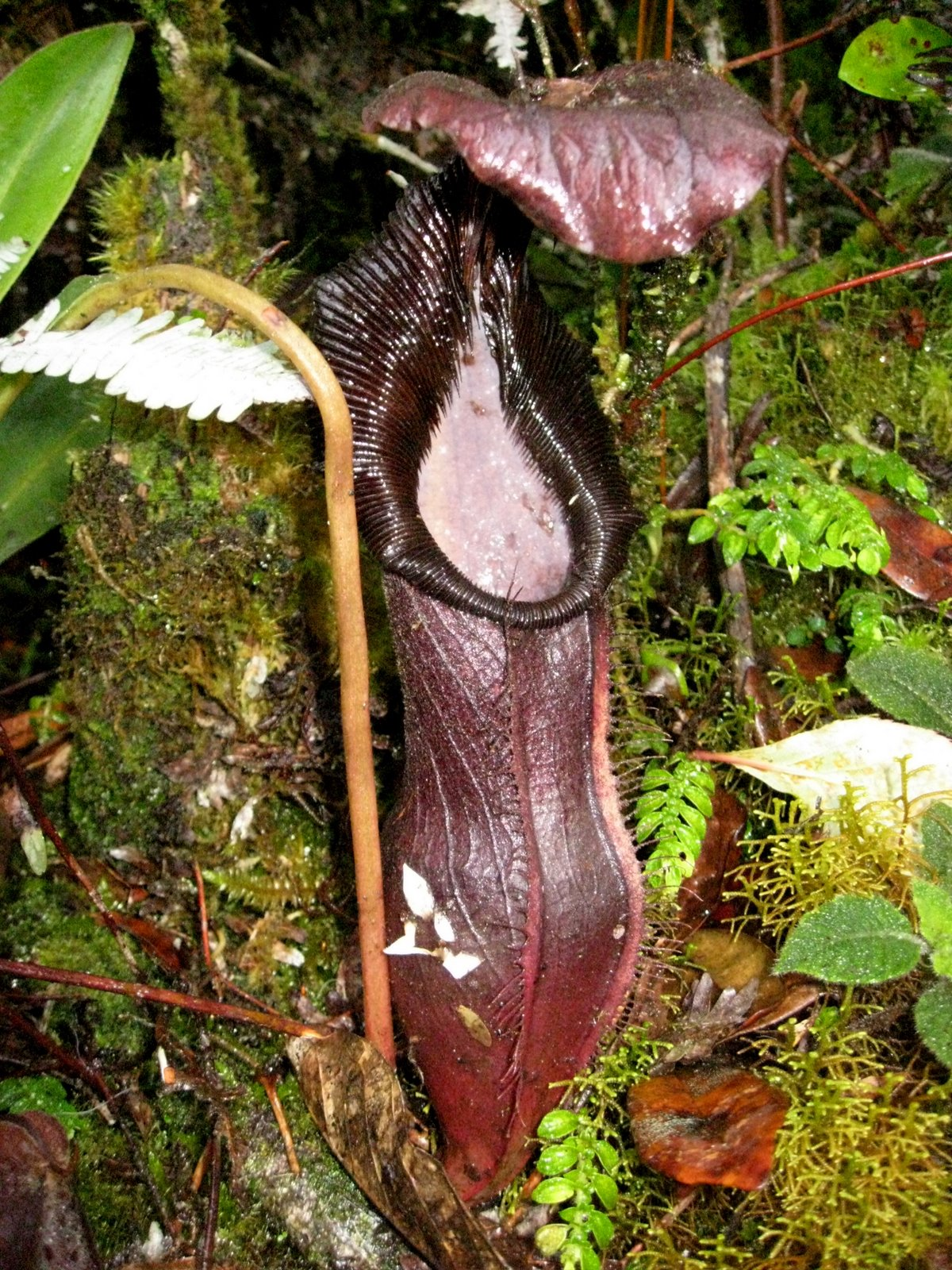
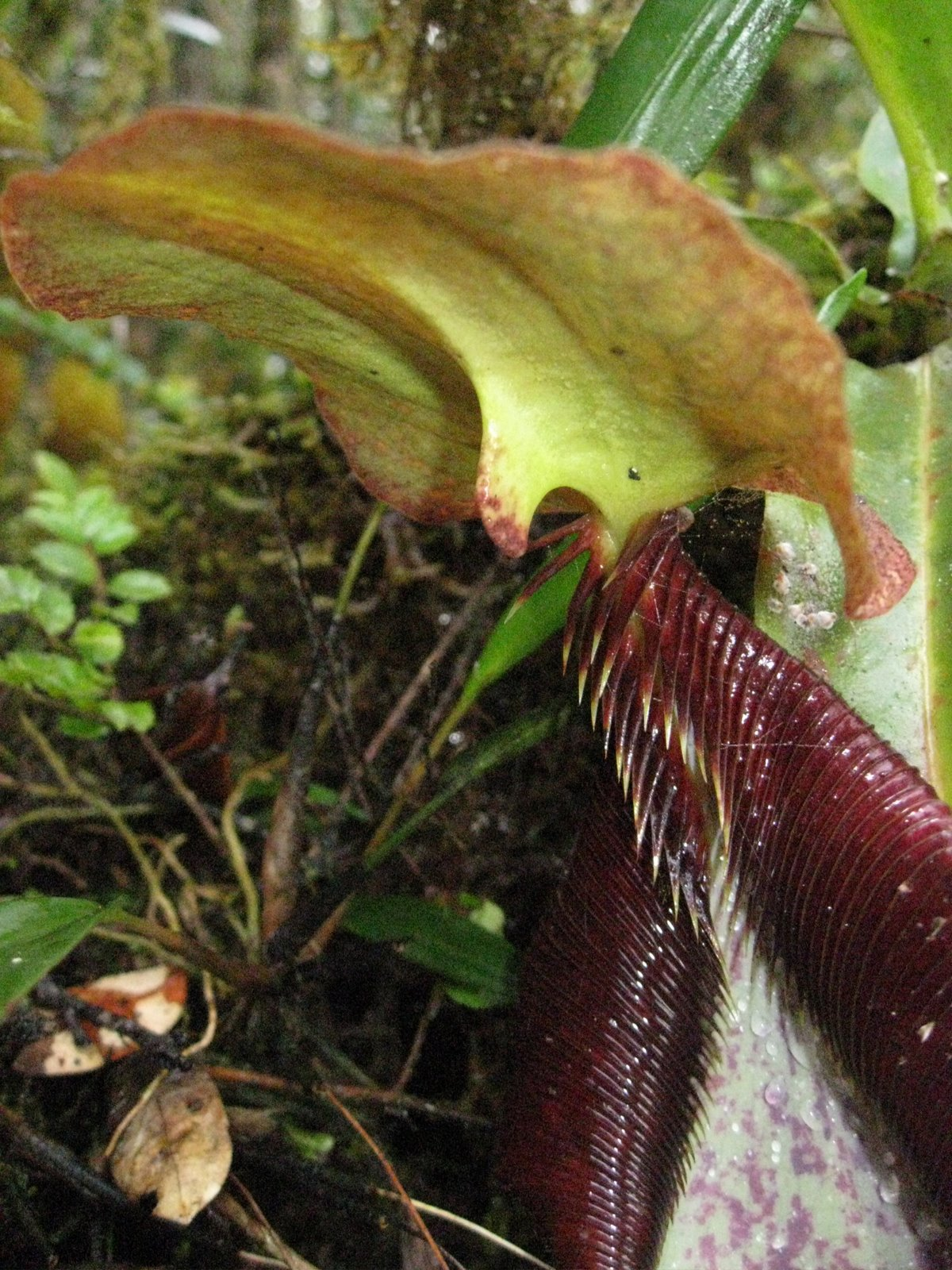
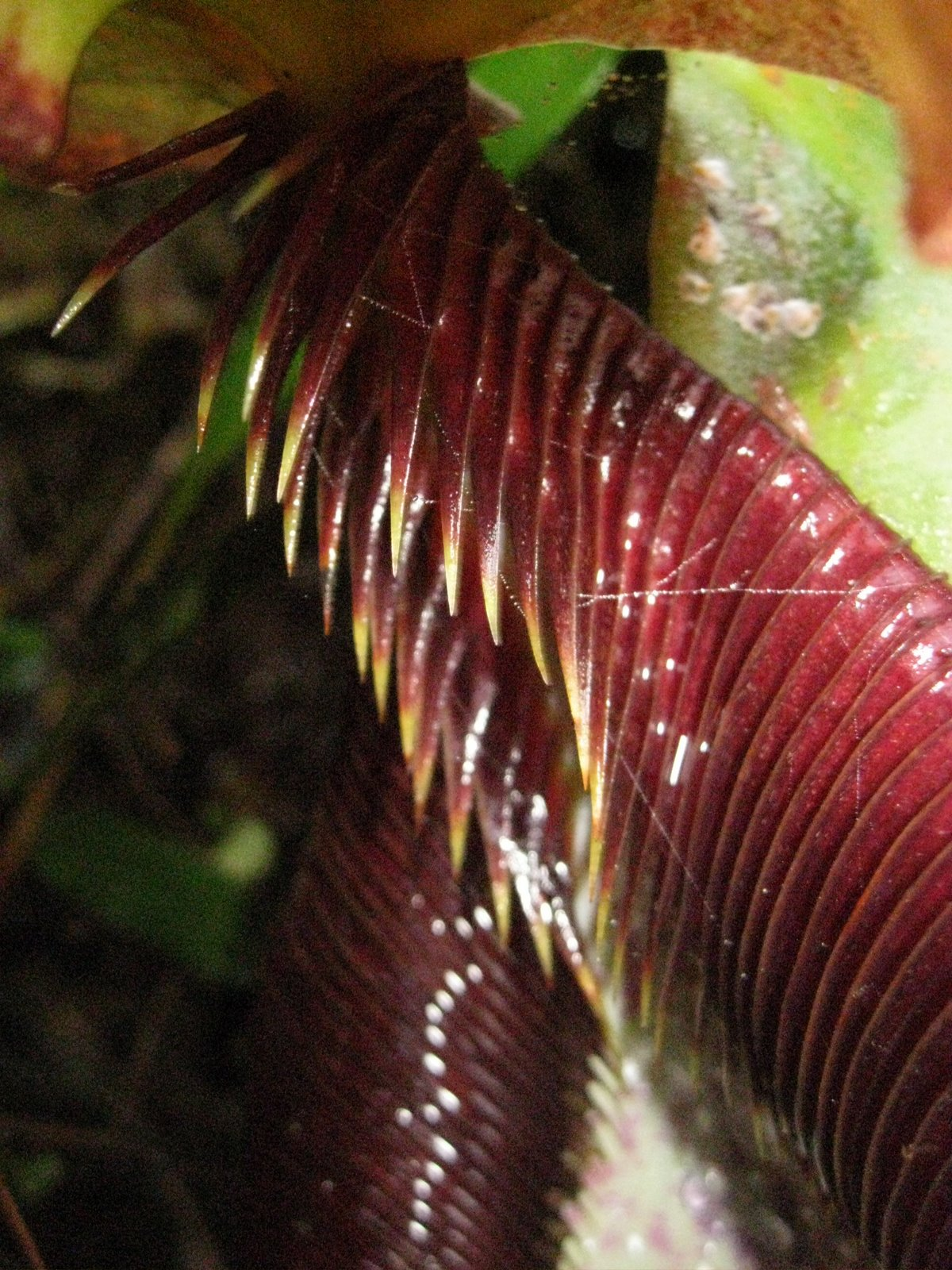
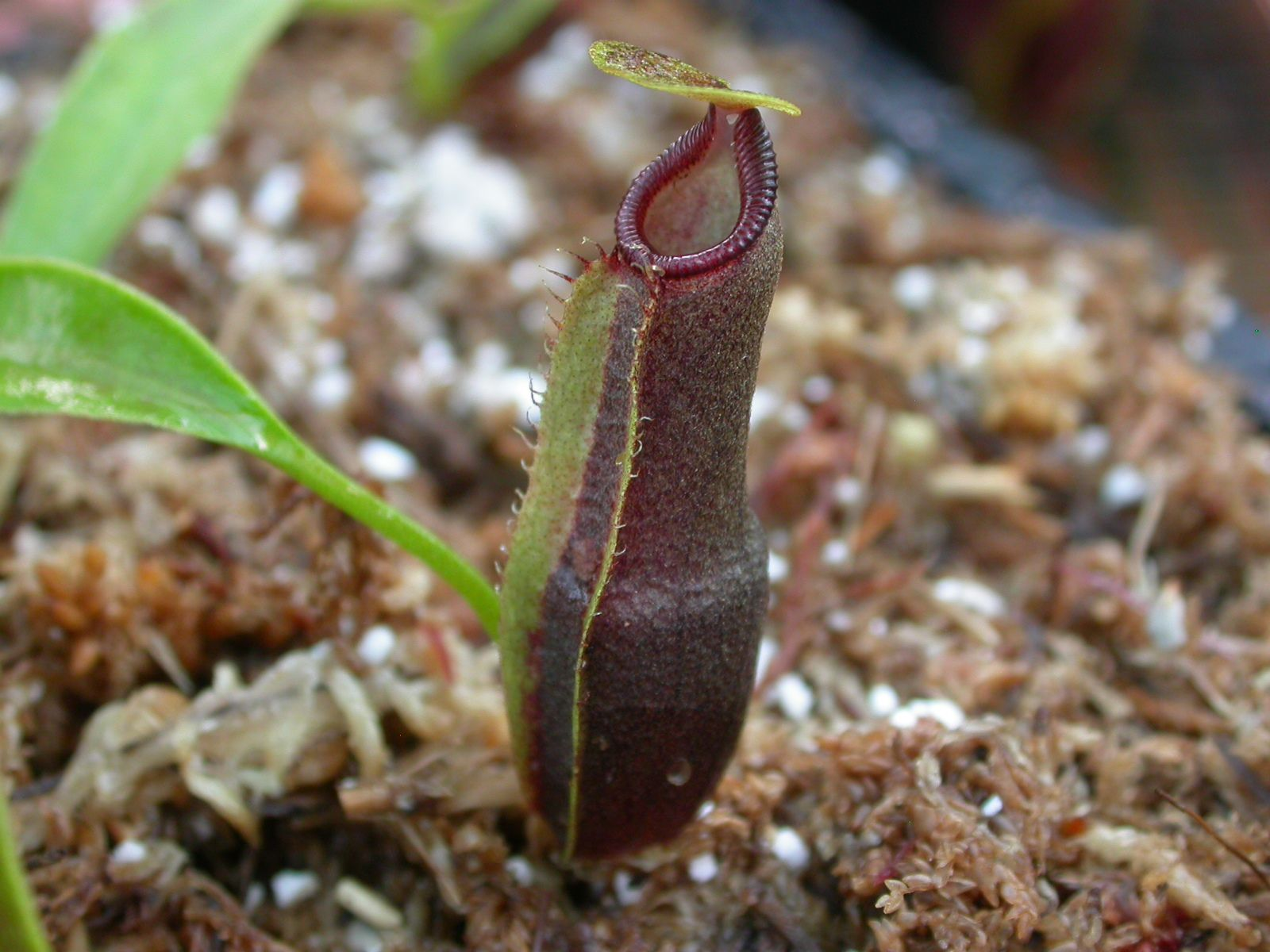